# Сопиф
Сопиф (иначе — Софит, а также Сопит) — индийский раджа, правивший в IV веке до н. э.

## Биография
Во время Индийского похода после переправы через реку Гидраот ожесточённое сопротивление македонской армии отказало племя кафеев. Поэтому Александр Македонский отдал приказ уничтожать всех непокорных. Получив известия об этом, несколько правителей окрестных земель поспешили присягнуть на верность Александру.
Владения Сопифа, как и Пора, по словам Страбона, располагались в междуречье между Гидаспом и Акесином.  Сопифу принадлежали золотые и серебряные рудники, а также он был владельцем обширных соляных запасов. По замечанию Курция Руфа, «племя Сопифа, по мнению варваров, выдается своей мудростью и руководствуется хорошими обычаями», которые в вопросах заключения брака и воспитания детей походили на лаконские. Об этих «превосходных законах» упоминал и Диодор Сицилийский.
Капитуляцию Сопифа, запомнившуюся многим македонянам, впоследствии красочно описал Клитарх, чьи данные использовались другими древними авторами. При приближении войска Александра были отворены городские ворота, из которых выехал со своими сыновьями Сопиф, «славившийся красотой и ростом» и одетый в роскошное платье. После принесения верноподданеческой клятвы был дан богатый пир, а также гостям представили зрелище сражения знаменитых индийских охотничьих собак со львом. По предположению Дройзена И. Г., владения Сопифа были не только сохранены, но и увеличены.